# Val di Vizze
Pfitsch tiếng Ý: Val di Vizze; tiếng Đức: Pfitsch; tiếng Latin: Ficta; Archaic (1186AD): Phize; Archaic (1288AD): Vitsch) là một đô thị ở tỉnh Bolzano-Bozen trong vùng Trentino-Alto Adige/Südtirol của Ý, có vị trí cách khoảng 100 km về phía đông bắc của thành phố Trento và khoảng 45 km về phía bắc của thành phố Bolzano, ở biên giới với Áo. Tại thời điểm ngày 31 tháng 12 năm 2004, đô thị này có dân số 2.676 người và diện tích là 142,3 km².
Đô thị Pfitsch có các frazioni (các đơn vị cấp dưới, chủ yếu là các làng) Caminata, Prati, và San Giacomo.
Pfitsch giáp các đô thị: Brenner, Freienfeld, Mühlbach, Mühlwald, Sterzing, Vintl, Finkenberg (Austria), Gries am Brenner (Austria) and Vals (Austria).